# Abierto Monterrey
El Torneig de Monterrey, oficialment conegut com a Abierto Monterrey o Monterrey Open, és una competició tennística professional que es disputa sobre pista dura al Club Sonoma de Monterrey, Mèxic. Pertany a la categoria WTA 500 del circuit WTA femení des de l'any 2024.
El torneig es va crear l'any 2009 en la categoria International Tournaments disputant-se a Sierra Madre Tennis Club. El 2014 es va traslladar a les instal·lacions actuals del Club Sonoma, també a Monterrey. L'any 2024 va promocionar de categoria a l'actual WTA 500.
La tennista russa Anastassia Pavliutxénkova és l'única que ha repetit títol, i ho ha fet en quatre ocasions.

## Palmarès

### Individual femení
| Any     | Campiona                      | Finalista          | Resultat            |
| ------- | ----------------------------- | ------------------ | ------------------- |
| WTA 500 |                               |                    |                     |
| 2024    | Linda Nosková                 | Lulu Sun           | 7−6(6), 6−4         |
| WTA 250 |                               |                    |                     |
| 2023    | Donna Vekić                   | Caroline Garcia    | 6−4, 3−6, 7−5       |
| 2022    | Leylah Fernandez (2)          | Camila Osorio      | 6−7(5), 6−4, 7−6(3) |
| 2021    | Leylah Fernandez              | Viktorija Golubic  | 6−1, 6−4            |
| 2020    | Elina Svitòlina               | Marie Bouzková     | 7−5, 4−6, 6−4       |
| 2019    | Garbiñe Muguruza (2)          | Viktória Azàrenka  | 6−1, 3−1, retirada  |
| 2018    | Garbiñe Muguruza              | Tímea Babos        | 3−6, 6−4, 6−3       |
| 2017    | Anastassia Pavliutxénkova (4) | Angelique Kerber   | 6−4, 2−6, 6−1       |
| 2016    | Heather Watson                | Kirsten Flipkens   | 3−6, 6−2, 6−3       |
| 2015    | Timea Bacsinszky              | Caroline Garcia    | 4−6, 6−2, 6−4       |
| 2014    | Ana Ivanović                  | Jovana Jakšić      | 6−2, 6−1            |
| 2013    | Anastassia Pavliutxénkova     | Angelique Kerber   | 4−6, 6−2, 6−4       |
| 2012    | Tímea Babos                   | Alexandra Cadanțu  | 6−4, 6−4            |
| 2011    | Anastassia Pavliutxénkova     | Jelena Janković    | 2−6, 6−2, 6−3       |
| 2010    | Anastassia Pavliutxénkova     | Daniela Hantuchová | 1−6, 6−1, 6−0       |
| 2009    | Marion Bartoli                | Li Na              | 6−4, 6−3            |

### Dobles femenins
| Any     | Campiones                                      | Finalistes                                | Resultat            |
| ------- | ---------------------------------------------- | ----------------------------------------- | ------------------- |
| WTA 500 |                                                |                                           |                     |
| 2024    | Guo Hanyu Monica Niculescu                     | Giuliana Olmos Alexandra Panova           | 3−6, 6−3, [10−4]    |
| WTA 250 |                                                |                                           |                     |
| 2023    | Yuliana Lizarazo María Paulina Pérez           | Kimberly Birrell Fernanda Contreras Gómez | 6−3, 5−7, [10−5]    |
| 2022    | Catherine Harrison Sabrina Santamaria          | Han Xinyun Iana Sízikova                  | 1−6, 7−5, [10−6]    |
| 2021    | Caroline Dolehide Asia Muhammad                | Heather Watson Zheng Saisai               | 6−2, 6−3            |
| 2020    | Katerina Bondarenko Sharon Fichman             | Miyu Kato Wang Yafan                      | 4−6, 6−3, [10−7]    |
| 2019    | Asia Muhammad Maria Sanchez                    | Monique Adamczak Jessica Moore            | 7−6(2), 6−4         |
| 2018    | Naomi Broady Sara Sorribes Tormo               | Desirae Krawczyk Giuliana Olmos           | 3−6, 6−4, [10−8]    |
| 2017    | Nao Hibino Alicja Rosolska                     | Dalila Jakupović Nadia Kitxenok           | 6−2, 7−6(4)         |
| 2016    | Anabel Medina Garrigues Arantxa Parra Santonja | Petra Martić Maria Sanchez                | 4−6, 7−5, [10−7]    |
| 2015    | Gabriela Dabrowski Alicja Rosolska             | Anastassia Rodiónova Arina Rodionova      | 6−3, 2−6, [10−3]    |
| 2014    | Darija Jurak Megan Moulton-Levy                | Tímea Babos Olga Govortsova               | 7−6(5), 3−6, [11−9] |
| 2013    | Tímea Babos Kimiko Date-Krumm                  | Eva Birnerová Tamarine Tanasugarn         | 6−1, 6−4            |
| 2012    | Sara Errani Roberta Vinci                      | Kimiko Date-Krumm Zhang Shuai             | 6−2, 7−6(6)         |
| 2011    | Iveta Benešová Barbora Záhlavová-Strýcová (2)  | Anna-Lena Grönefeld Vania King            | 6−7(8), 6−2, [10−6] |
| 2010    | Iveta Benešová Barbora Záhlavová-Strýcová      | Anna-Lena Grönefeld Vania King            | 3−6, 6−4, [10−8]    |
| 2009    | Nathalie Dechy Mara Santangelo                 | Iveta Benešová Barbora Záhlavová-Strýcová | 6−3, 6−4            |